# Yves Gautier
Pour les articles homonymes, voir Gautier.
Yves Gautier, né le 15 avril 1954 à Niort (Deux-Sèvres), est un chercheur français, docteur ès sciences de la Terre. 

## Parcours
Ses principaux travaux de recherche portent sur la mise en évidence des témoins (tectoniques, pétrographiques, métamorphiques…) de la fermeture de l'ancien océan Téthys, consécutive au rapprochement puis à la collision du continent Gondwana (au sud) et de l'Eurasie (au nord), notamment en Anatolie centrale (Turquie).
Il quitte la recherche, mais pas le milieu des chercheurs, et occupe successivement plusieurs fonctions dans l'édition et dans la presse. Il est l'auteur de très nombreux articles destinés à un large public et d'ouvrages de vulgarisation, dont une collaboration à Histoire des sciences (Tallandier) pour la partie sciences de la Terre.
Il est le concepteur et le maître d'œuvre de la Science au présent, ouvrage édité chaque année depuis 1992 par Encyclopædia Universalis.

## Publications
- Catastrophes naturelles, Cité des sciences et de l'industrie/Presses pocket, coll. « Explora », 1995  (ISBN 2-266-06119-4)
- Avec  Patrick Rubise, Les Risques technologiques, Cité des sciences et de l'industrie/Presses pocket, coll. « Explora », 1995  (ISBN 2-266-06299-9)
- Histoire des sciences (collectif, dir. Philippe de La Cotardière), Paris, Tallandier, coll. « Texto », 2012  (ISBN 978-2-84734-974-0)

## Récompenses
- 1993 et 1997 : trois « mentions spéciales » du prix Roberval
- 1999 : Plume d'or du prix Jean-Rostand
- 2001 : Prix Grand Public du prix Roberval pour La Science au présent 2001
- 24 janvier 2007 : Trophée Auteur de la 20e année du prix Roberval, pour l'ensemble de son œuvre